# هيبت سفلي
هيبت سفلي (بالإنجليزية: Heybat-e Sofla)‏ هي مستوطنة تقع في قسم انغوت الغربي الريفي في إيران. يقدر عدد سكانها بـ 33 نسمة .